# Aghcheh Kharabeh
Aghcheh Kharabeh (persiska: آغچه خرابه) är en ort i Iran. Den ligger i provinsen Hamadan, i den nordvästra delen av landet, 220 km väster om huvudstaden Teheran. Aghcheh Kharabeh ligger 1 940 meter över havet och antalet invånare är 176.
Terrängen runt Aghcheh Kharabeh är platt åt sydväst, men åt nordost är den kuperad.Runt Aghcheh Kharabeh är det ganska glesbefolkat, med 47 invånare per kvadratkilometer. Närmaste större samhälle är Razan, 10,2 km söder om Aghcheh Kharabeh. Trakten runt Aghcheh Kharabeh består i huvudsak av gräsmarker.